# Oceania Athletics Association
Oceania Athletics Association (pl. Stowarzyszenie Lekkoatletyczne Oceanii) -  międzynarodowa organizacja zrzeszająca narodowe związki lekkoatletyczne z krajów Oceanii, która powstała w 1969. Główna kwatera znajduje się w Australii. Stowarzyszenie zajmuje się organizacją lekkoatletycznych mistrzostw Oceanii. Szefem OAA jest Geoff Gardner.

## Członkowie
| Kraj                | Organizacja                                         | Link |
| ------------------- | --------------------------------------------------- | ---- |
| Samoa Amerykańskie  | American Samoa Track & Field Association            |      |
| Australia           | Athletics Australia                                 | link |
| Wyspy Cooka         | Athletics Cook Islands Inc.                         |      |
| Fidżi               | Athletics Fiji                                      |      |
| Polinezja Francuska | Fédération d'athlétisme de Polynésie française      | link |
| Guam                | Guam Track and Field Association                    |      |
| Kiribati            | Kiribati Athletics Association                      |      |
| Wyspy Marshalla     | Marshall Islands Athletics                          |      |
| Mikronezja          | Federated States of Micronesia Athletic Association |      |
| Nowa Zelandia       | Athletics New Zealand                               | link |
| Norfolk             | Athletics Norfolk Island                            |      |
| Mariany Północne    | Northern Marianas Athletics                         |      |
| Papua-Nowa Gwinea   | Papua New Guinea Athletic Union                     |      |
| Nauru               | Athletics Nauru                                     |      |
| Palau               | Palau Track and Field Association                   | link |
| Samoa               | Athletics Samoa                                     |      |
| Wyspy Salomona      | Athletic Solomons                                   | link |
| Tonga               | Tonga Athletic Association                          |      |
| Tuvalu              | Tuvalu Athletic Association                         |      |
| Vanuatu             | Vanuatu Athletics Federation                        |      |